# William D. Leahy
William Daniel Leahy (6. května 1875 – 20. července 1959) byl americký námořní důstojník, jeden ze čtyř v dějinách USA, kterým byla udělena nejvyšší námořní hodnost admirál loďstva (Fleet Admiral); stalo se tak rozhodnutím Kongresu 15. prosince 1944 a Leahy byl v té době náčelníkem štábu vrchního velitele. William D. Leahy patřil během druhé světové války k nejdůležitějším americkým velitelům a podílel se v té době na všech zásadních strategických rozhodnutích ozbrojených sil USA.